# Bas Huisman
Bas Huisman (Huissen, 9 mei 2005) is een Nederlands voetballer die doorgaans speelt als middenvelder. Hij komt uit voor Vitesse.

## Clubcarrière
Huisman werd al vroeg gescout door Vitesse en kreeg in 2023 zijn eerste profcontract aangeboden. Hij mocht zijn debuut in het betaalde voetbal maken op 18 oktober 2024, in een 4-2 verloren wedstrijd tegen FC Den Bosch. Hij viel in de 60e minuut in voor Tomislav Gudelj. Op 1 februari 2025 scoorde Huisman zijn eerste doelpunt in de Keuken Kampioen Divisie, in een wedstrijd tegen Excelsior die met 3-1 werd gewonnen. Na 13 minuten mocht hij de score openen, op aangeven van Jim Koller. De wedstrijd erna tegen FC Emmen scoorde Huisman meteen nog twee keer, tweemaal op aangeven van Irakli Yegoian. De score werd 2-0.

## Persoonlijk
Bas Huisman is de broer van medevoetballer en ex-clubgenoot Daan Huisman.

## Statistieken
| Seizoen | Club    | Competitie     | Competitie | Competitie | Beker | Beker | Overig | Overig | Totaal | Totaal |
| Seizoen | Club    | Competitie     | Wed.       | Dlp.       | Wed.  | Dlp.  | Dlp.   | Dlp.   | Wed.   | Dlp.   |
| ------- | ------- | -------------- | ---------- | ---------- | ----- | ----- | ------ | ------ | ------ | ------ |
| 2024/25 | Vitesse | Eerste divisie | 22         | 4          | 1     | 0     | 0      | 0      | 23     | 4      |
| Totaal  |         |                | 22         | 4          | 1     | 0     | 0      | 0      | 23     | 4      |

Bijgewerkt op 18 juni 2025.